# Hemiserica nasuta
Hemiserica nasuta är en skalbaggsart som beskrevs av Brenske 1894. Hemiserica nasuta ingår i släktet Hemiserica och familjen Melolonthidae. Inga underarter finns listade i Catalogue of Life.